# Хетенхаузен
Хетенхаузен (њем. Hettenhausen) општина је у њемачкој савезној држави Рајна-Палатинат. Једно је од 84 општинска средишта округа Југозападни Палатинат. Према процјени из 2010. у општини је живјело 267 становника. Посједује регионалну шифру (AGS) 7340018.

## Географски и демографски подаци
Хетенхаузен се налази у савезној држави Рајна-Палатинат у округу Југозападни Палатинат. Општина се налази на надморској висини од 391 метра. Површина општине износи 4,4 km². У самом мјесту је, према процјени из 2010. године, живјело 267 становника. Просјечна густина становништва износи 61 становника/km².